# Johan Herman de Lange
Johan Herman de Lange, né le 24 janvier 1759 à Gouda et mort le 11 février 1818 à La Haye, est un homme politique néerlandais.

## Biographie
Lange fait des études de droit à l'université de Leyde de 1774 à 1779 et s'installe à Haarlem où il devient avocat. En 1795, il participe à la Révolution batave et intègre la municipalité provisoire de Haarlem de janvier à août. Il est également représentant à l'assemblée provisoire de Hollande et aux États généraux. Le 27 janvier 1796, il est élu député d'Oostzaandam à la première assemblée nationale batave, qu'il préside du 26 juin au 10 juillet 1797. Trois semaines plus tard, il est réélu à l'assemblée mais il refuse de prêter le serment de haine au fédéralisme exigé après le coup d'État du 22 janvier 1798 et quitte l'assemblée.
Il intègre alors l'administration du département de la Hollande, occupant plusieurs fonctions jusqu'à l'annexion à la France en 1810. Il devient alors membre du conseil de préfecture du département des Bouches-de-la-Meuse jusqu'en 1813. De l'année suivante à sa mort, il siège aux États provinciaux de Hollande.